# Course en ligne de l'Open de Suède Vårgårda
La Course en ligne de l'Open de Suède Vårgårda est une course cycliste féminine qui se tient tous les ans dans la Commune de Vårgårda du comté de Västra Götaland en Suède depuis 2006. Elle fait partie de la Coupe du monde de cyclisme sur route féminine jusqu'en 2015. En 2016, elle intègre l'UCI World Tour féminin.

## Palmarès
| Année | Vainqueur            | Deuxième          | Troisième        |                  |
| ----- | -------------------- | ----------------- | ---------------- | ---------------- |
| 2006  | Susanne Ljungskog    | Nicole Cooke      | Monica Holler    |                  |
| 2007  | Chantal Beltman      | Karin Thürig      | Noemi Cantele    |                  |
| 2008  | Kori Seehafer        | Kimberly Anderson | Charlotte Becker |                  |
| 2009  | Marianne Vos         | Kirsten Wild      | Emma Johansson   |                  |
| 2010  | Kirsten Wild         | Adrie Visser      | Emma Johansson   |                  |
| 2011  | Annemiek van Vleuten | Ellen van Dijk    | Nicole Cooke     |                  |
| 2012  | Iris Slappendel      | Hanka Kupfernagel | Marianne Vos     |                  |
| 2013  | Marianne Vos         | Emma Johansson    | Amy Pieters      |                  |
| 2014  | Chantal Blaak        | Amy Pieters       | Roxane Knetemann |                  |
| 2015  | Jolien D'Hoore       | Giorgia Bronzini  | Lisa Brennauer   |                  |
| 2016  | Emilia Fahlin        | Lotta Lepistö     | Chantal Blaak    |                  |
| 2017  | Lotta Lepistö        | Marianne Vos      | Leah Kirchmann   |                  |
| 2018  | Marianne Vos         | Kirsten Wild      | Lotta Lepistö    |                  |
| 2019  | Marta Bastianelli    | Marianne Vos      | Lorena Wiebes    |                  |
| 2020  | annulé/abandonné     | annulé/abandonné  | annulé/abandonné | annulé/abandonné |
| 2021  | annulé/abandonné     | annulé/abandonné  | annulé/abandonné | annulé/abandonné |
| 2022  | Audrey Cordon-Ragot  | Pfeiffer Georgi   | Valerie Demey    |                  |
| 2023  | annulé/abandonné     | annulé/abandonné  | annulé/abandonné | annulé/abandonné |

## Parcours

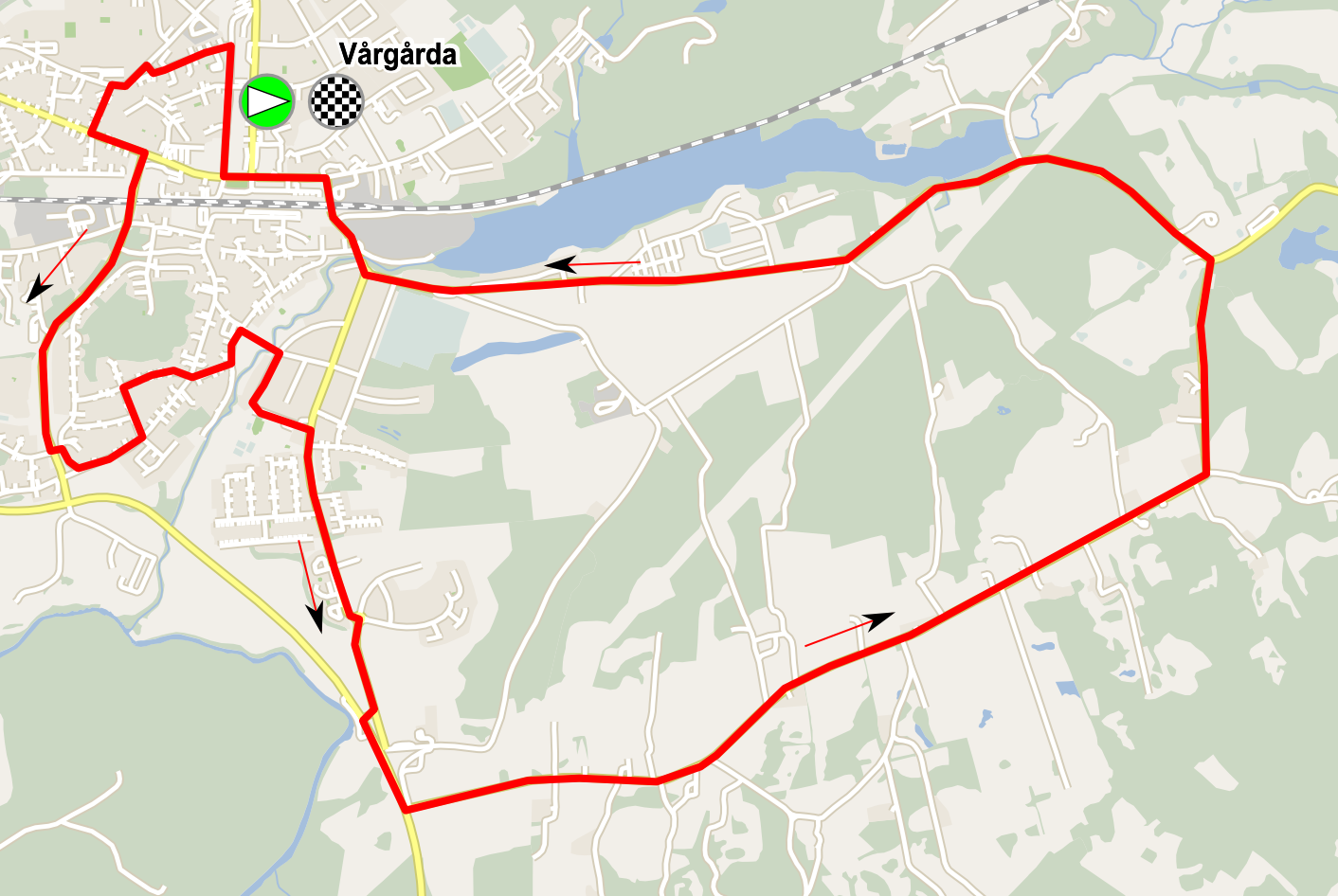
Circuit court de l'Open de Suède Vårgårda 2015, 11 km, utilisé lors des éditions précédentes
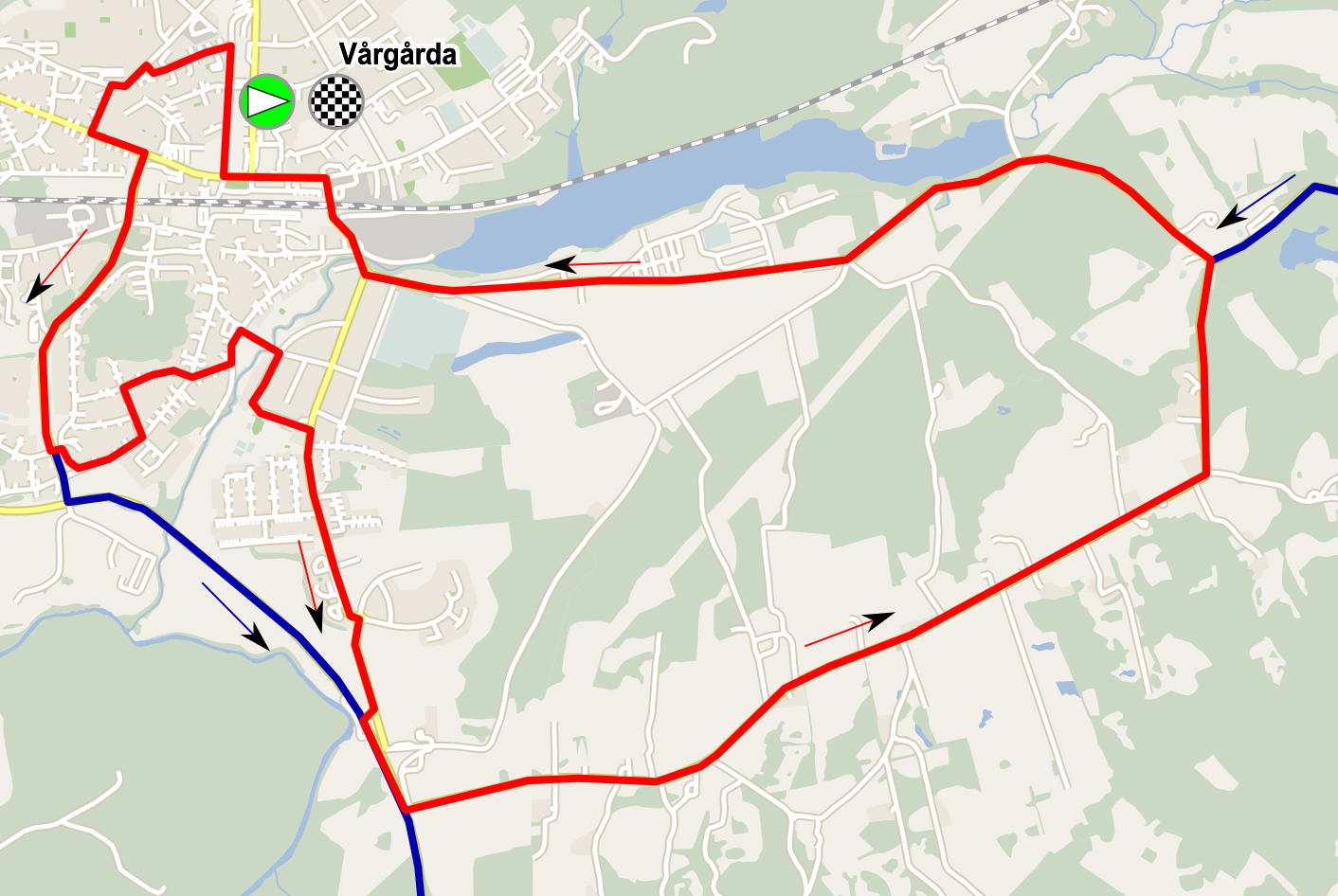
- Circuit court, 11 km, parcouru 9 fois au total - Circuit long, 55 km, parcouru 1 fois en 2016
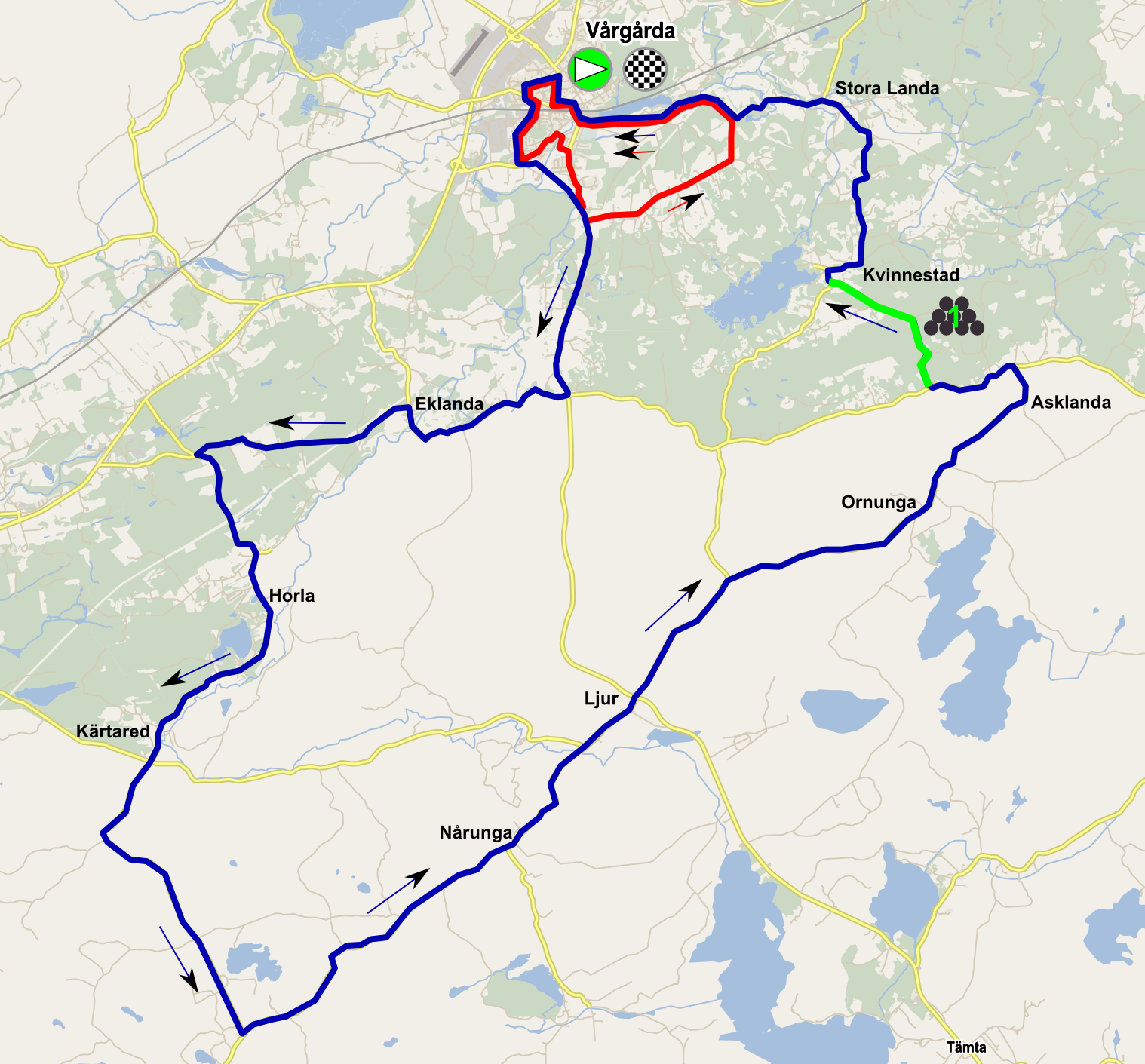
- Circuit court, 11 km, parcouru 9 fois au total
  - Circuit long, 55 km, parcouru 1 fois
 en 2016